# ريتشارد غريفيث (جيولوجي)
ريتشارد غريفيث (بالإنجليزية: Sir Richard Griffith, 1st Baronet)‏ (و. 1784 – 1878 م) هو جيولوجي، ومهندس مدني أيرلندي، ولد في دبلن، كان عضوًا في جمعية لندن الجيولوجية (منذ 1808)، وكان عضوًا في الجمعية الملكية لإدنبرة (منذ 1807)، توفي في لندن، عن عمر يناهز 94 عاماً.

## جوائز
حصل على جوائز منها:
- ميدالية ولاستون (1854)
- زمالة الجمعية الملكية لإدنبرة

## روابط خارجية
- ريتشارد غريفيث على موقع الموسوعة البريطانية (الإنجليزية)